# ولوو کانسپت کوپه

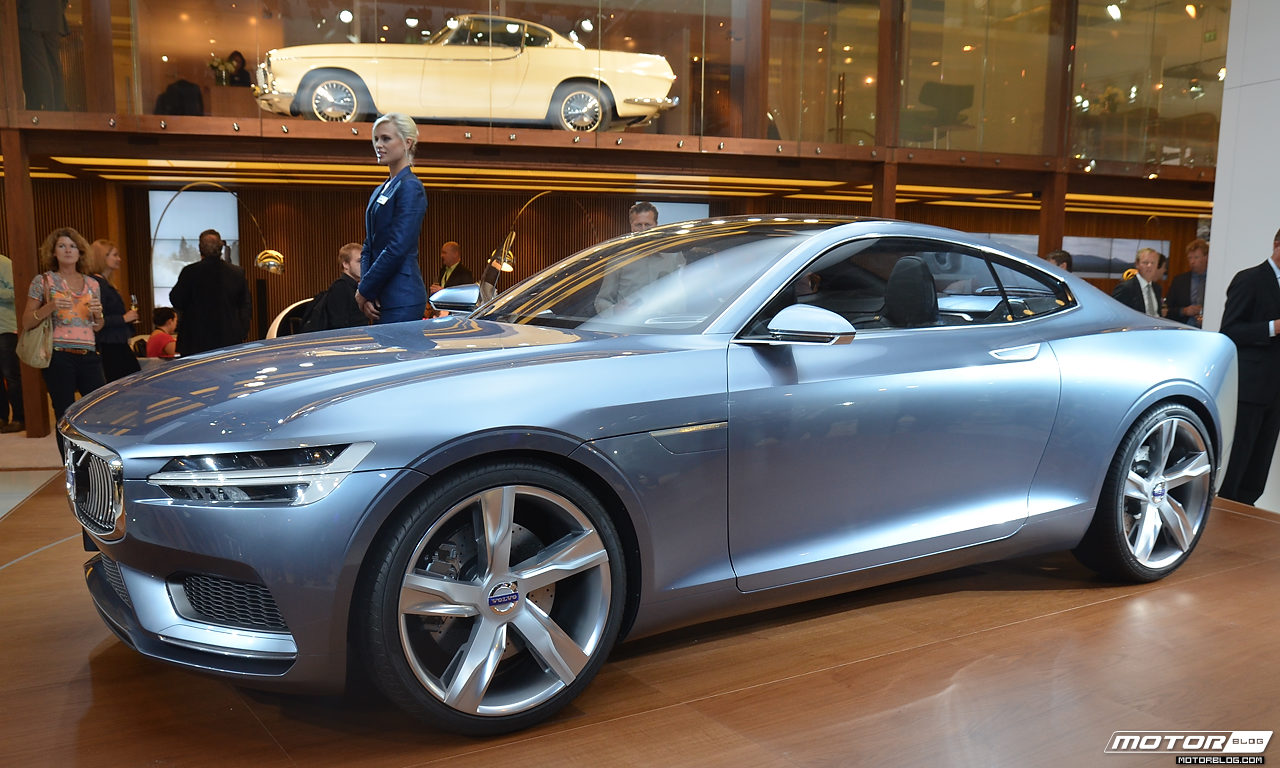
ولوو کانسپت کوپه در نمایشگاه خودرو فرانکفورت ۲۰۱۳

ولوو کانسپت کوپه یک خودروی مفهومی ساخت ولوو است که اولین بار در نمایشگاه اتومبیل فرانکفورت در سپتامبر ۲۰۱۳ معرفی شد. این اتومبیل مفهومی بر اساس پلتفرم ولوو (SPA) ساخته شده‌است که پایه فنی تمام مدل‌های آینده ولوو را فراهم می‌کند.
چرخ‌های جلو توسط یک موتور چهار سیلندر دو لیتری بنزینی، از خانواده موتور جدید (VEA) ولوو به حرکت در می‌آیند که هم توسط توربوشارژر و هم از سوپرشارژر القای اجباری تغذیه می‌شوند. چرخ‌های عقب خودرو توسط یک موتور الکتریکی به حرکت در می‌آیند و این سیستم خودرو را به یک پلاگین هیبریدی تبدیل می‌کند.
در مجموع قدرت موتورها ۴۰۰ اسب بخار و حداکثر گشتاور ۶۰۰ نیوتن متر (۴۴۳ پوند نیرو-فوت) است. این خودرو با الهام گرفتن از ولوو P1800 دهه ۱۹۶۰ که توسط توماس اینگنلاث، رئیس طراحی ولوو طراحی شده‌است ساخته شده‌است. زیرمجموعه لوکس ولوو اتومبیل، پولستار، این خودرو را با نام پولستار ۱ به تولید رساند.

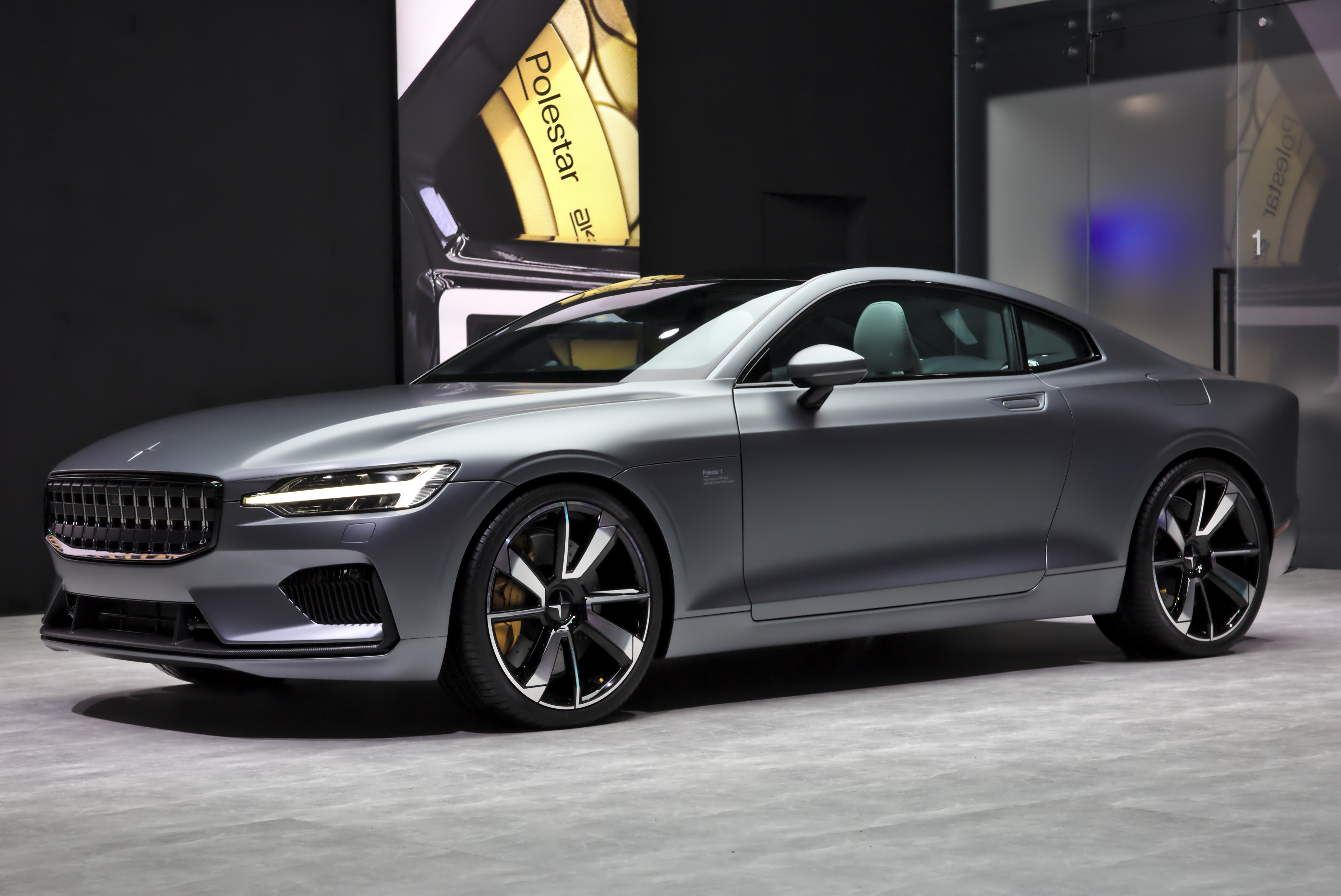
پولستار ۱ که بعدها براساس پلتفرم ولوو کانسپت کوپه ساخته شد